# Cantón de Mézières-sur-Issoire
El cantón de Mézières-sur-Issoire era una división administrativa francesa, que estaba situada en el departamento de Alto Vienne y la región de Limusín.

## Composición
El cantón estaba formado por nueve comunas:
- Bussière-Boffy
- Bussière-Poitevine
- Gajoubert
- Mézières-sur-Issoire
- Montrol-Sénard
- Mortemart
- Nouic
- Saint-Barbant
- Saint-Martial-sur-Isop

## Supresión del cantón de Mézières-sur-Issoire
En aplicación del Decreto nº 2014-194 de 20 de febrero de 2014, el cantón de Mézières-sur-Issoire fue suprimido el 22 de marzo de 2015 y sus 9 comunas pasaron a formar parte del nuevo cantón de Bellac.